# Korunní princ Saúdské Arábie
Korunní princ Saúdské Arábie (arabsky ولي عهد المملكة العربية السعودية‎) je druhou nejdůležitější funkcí v Saúdské Arábii, hned po králi, a je jeho jmenovaným nástupcem. V současné době se korunní princ ujímá moci se souhlasem Rady věrnosti poté, co jej král jmenuje. Tento systém byl v zemi zaveden za vlády krále Abdalláha bin Abd al-Azíze. V případě nepřítomnosti krále je vydán příkaz, aby korunní princ řídil záležitosti státu až do králova návratu.

## Historie funkce korunního prince
Posledním korunním princem druhého saúdského státu (emirát Nadžd) byl Abd al-Azíz ibn Saúd, který o titul přišel, když jeho otec Abd ar-Rahmán bin Fajsal ztratil svůj stát poté, co Rašídové v roce 1890 dobyli Rijád. Saúdové odešli do exilu a téměř na deset let se uchýlili do několika arabských států v Perském zálivu. Po porážce v bitvě u Sarífu v roce 1900 se Abd ar-Rahmán bin Fajsal vzdal všech ambicí získat zpět své dědictví. Přesto Abd al-Azíz ibn Saúd a jeho příbuzní zůstali odhodláni získat Nadžd zpět. Na počátku roku 1900 podnikli Saúdové několik nájezdů, aby se pokusili získat Nadžd zpět od Rašídů. Jejich úsilí bylo velmi úspěšné a díky tomu se jim podařilo vytvořit třetí saúdský stát. Když Abd al-Azíz ibn Saúd získal dostatek území, aby byl uznán za emíra, určil svého nejstaršího syna Turkího za svého dědice. Když Turkí zemřel během chřipkové pandemie v roce 1919, Abd al-Azíz ibn Saúd určil za dědice svého druhého syna Saúda. Saúdové dále rozšířili své hranice a založili několik iterací třetího saúdského státu. Poté, co Abd al-Azíz ibn Saúd v roce 1932 spravoval Hidžáz a Nadžd jako dva samostatné státy, sjednotil je a vytvořil Saúdskou Arábii. Abd al-Azíz ibn Saúd se prohlásil králem a korunním princem jmenoval Saúda, jednoho ze svých synů.
Když král Abd al-Azíz ibn Saúd před svou smrtí diskutoval o nástupníkovi, bylo vidět, že dává přednost princi Fajsalovi jako možnému nástupci před korunním princem Saúdem kvůli Fajsalovým rozsáhlým znalostem z letité praxe. Král již před mnoha lety uznal Fajsala za nejschopnějšího ze svých synů a pověřil ho mnoha úkoly ve válce a diplomacii. „Přál bych si jen, abych měl tři Fajsaly,“ řekl jednou král, když diskutoval o tom, kdo bude jeho nástupcem. Král se však nakonec rozhodl ponechat Saúda korunním princem. Jeho poslední slova k jeho dvěma synům, budoucímu králi Saúdovi a dalšímu v pořadí, princi Fajsalovi, kteří už spolu bojovali, byla: „Jste bratři, spojte se!“. Krátce před svou smrtí král prohlásil: „Věru, mé děti a můj majetek jsou mými nepřáteli“.
Bezprostředně po smrti Abd al-Azíze ibn Saúda vypukl ostrý boj o moc mezi jeho nejstaršími syny Saúdem a Fajsalem. Fajsal byl v roce 1954 prohlášen předsedou vlády Saúdské Arábie, ale měl omezené pravomoci. Brzy poté začala mít Saúdská Arábie finanční problémy a dluhy v důsledku Saúdovy politiky. Saúd byl často spojován mimo jiné s drancováním příjmů z ropy, luxusními paláci a spiknutím uvnitř i vně Saúdské Arábie, zatímco Fajsal byl spojován se střízlivostí, zbožností, puritánstvím, šetrností a modernizací. Protože se závažnost problémů v Saúdské Arábii výrazně zhoršila, donutili Saúdové v roce 1958 krále Saúda, aby většinu svých výkonných pravomocí přenesl na Fajsala. Fajsal však stále nemohl své pravomoci využívat, protože Saúd je nadále blokoval, což Fajsala přimělo k rezignaci. Saúd nadále přiváděl Saúdskou Arábii na pokraj kolapsu. Dne 4. března 1964 Fajsal a jeho bratři provedli proti Saúdovi nekrvavý státní převrat. Fajsal se stal regentem a Saúd zůstal králem v čistě ceremoniální roli. V listopadu ulema, vláda a někteří členové vládnoucí rodiny donutili Saúda k úplné abdikaci a Fajsal se stal králem sám. Dne 6. ledna 1965 se Saúd vydal do paláce se svým strýcem, aby vyhlásil věrnost králi Fajsalovi.
Další v pořadí, princ Muhammad, byl krátce korunním princem, ale v roce 1965 se tohoto titulu zřekl ve prospěch prince Chálida.
Krátce poté, co byl král Fajsal zavražděn svým synovcem, se králem Saúdské Arábie stal Chálid a korunním princem Fahd. Během Chálidovy a Fahdovy vlády oba přijali konzervativní islámskou politiku po obsazení Velké mešity v roce 1979. Když krále Fahda v roce 1995 postihla mrtvice, stal se korunní princ Abdalláh po zbytek Fahdovy vlády formálním regentem. Když se Abdalláh stal králem, začal Saúdskou Arábii modernizovat. Umožnil ženám volit a pracovat ve státních funkcích. Vytvořil také Radu věrnosti, orgán složený ze synů a vnuků zakladatele Saúdské Arábie, krále Abd al-Azíze ibn Saúda, který v tajném hlasování vybírá budoucí krále a korunní prince.
V roce 2000 a na počátku roku 2010, kdy se země stala gerontokracií, zemřeli v rychlém sledu tři korunní princové na stáří. Mezitím se na trůn dostávali další princové. V lednu 2015 se korunním princem stal poslední syn krále Abd al-Azíze ibn Saúda, Mukrín. O tři měsíce později byl sesazen ve prospěch svého synovce Mohameda bin Nájifa. Mohamed bin Nájif, první vnuk krále Abd al-Azíze ibn Saúda, který se stal držitelem tohoto titulu, byl v červnu 2017 sám sesazen Muhammadem bin Salmánem, dalším vnukem krále.

## Korunní princové Saúdské Arábie (1933–současnost)
| Pořadí | Portrét | Jméno (narození–úmrtí)               | Nástup do úřadu   | Odchod z úřadu                     | Poznámky                     |
| ------ | ------- | ------------------------------------ | ----------------- | ---------------------------------- | ---------------------------- |
| 1.     |         | Saúd bin Abd al-Azíz (1902–1969)     | 11. května 1933   | 9. listopadu 1953 (stal se králem) | syn Abd al-Azíze ibn Saúda   |
| 2.     |         | Fajsal bin Abd al-Azíz (1906–1975)   | 9. listopadu 1953 | 2. listopadu 1964 (stal se králem) | syn Abd al-Azíze ibn Saúda   |
| 3.     |         | Muhammad bin Abd al-Azíz (1910–1988) | 2. listopadu 1964 | 29. března 1965 (rezignoval)       | syn Abd al-Azíze ibn Saúda   |
| 4.     |         | Chálid bin Abd al-Azíz (1913–1982)   | 29. března 1965   | 25. března 1975 (stal se králem)   | syn Abd al-Azíze ibn Saúda   |
| 5.     |         | Fahd bin Abd al-Azíz (1921–2005)     | 25. března 1975   | 13. června 1982 (stal se králem)   | syn Abd al-Azíze ibn Saúda   |
| 6.     |         | Abdalláh bin Abd al-Azíz (1924–2015) | 13. června 1982   | 1. srpna 2005 (stal se králem)     | syn Abd al-Azíze ibn Saúda   |
| 7.     |         | Sultán ibn Abd al-Azíz (1931–2011)   | 1. srpna 2005     | 22. října 2011 (zemřel ve funkci)  | syn Abd al-Azíze ibn Saúda   |
| 8.     |         | Nájif bin Abd al-Azíz (1934–2012)    | 22. října 2011    | 16. června 2012 (zemřel ve funkci) | syn Abd al-Azíze ibn Saúda   |
| 9.     |         | Salmán bin Abd al-Azíz (* 1935)      | 16. června 2012   | 23. ledna 2015 (stal se králem)    | syn Abd al-Azíze ibn Saúda   |
| 10.    |         | Mukrín bin Abd al-Azíz (* 1945)      | 23. ledna 2015    | 29. dubna 2015 (rezignoval)        | syn Abd al-Azíze ibn Saúda   |
| 11.    |         | Mohamed bin Nájif (* 1959)           | 29. dubna 2015    | 21. června 2017 (sesazen)          | syn Nájifa bin Abd al-Azíze  |
| 12.    |         | Muhammad bin Salmán (* 1985)         | 21. června 2017   | úřadující                          | syn Salmána bin Abd al-Azíze |